# Łuh (Delatyn)
Łuh (ukr. Луг) – dawniej samodzielna wieś, obecnie w granicach osiedla Delatyn na Ukrainie, w jego zachodniej części. Rozpościera się wzdłuż ulicy Łuhowskiej, nad potokiem Przemyska.

## Historia
Łuh to dawniej samodzielna wieś. W II Rzeczypospolitej stanowiła gminę jednostkową Łuh w powiecie nadwórniańskim w województwie stanisławowskim. 1 sierpnia 1934 r. w ramach reformy na podstawie ustawy scaleniowej Łuh wszedł w skład nowej zbiorowej gminy Jaremcze, gdzie we wrześniu 1934 utworzył gromadę.
Pod okupacją część Łuh wszedł w skład nowej gminy Zarzecze n/Prutem.
Po wojnie włączony w struktury ZSRR.